# デスルフォバクテリウム属
デスルフォバクテリウム属はグラム陰性非芽胞形成中温性桿菌。硫酸還元菌に分類され、独立栄養が可能。GC含量は41から59。基準種はデスルフォバクテリウム・インドリカム。
有機酸を二酸化炭素まで酸化することができる完全酸化型で、海水中に生息している。